# Mesocyclops aspericornis
Mesocyclops aspericornis – gatunek widłonoga z rodziny Cyclopidae.
Gatunek ten opisał w 1906 roku rumuński zoolog Eugen von Daday, nadając mu nazwę Cyclops aspericornis. Autor wykazał jego obecność na Sumatrze, w Singapurze i na Hawajach. Jest on jednak dużo bardziej rozprzestrzeniony i stwierdzany jest w Ameryce Południowej, Afryce, Azji Zachodniej, Azji Środkowej, Indiach i Australazji.
Razem z gatunkiem komara Toxorhynchites speciosus stanowią parę drapieżników skutecznie redukującą populację larw komara tygrysiego (Aedes notoscriptus) i Culex quinquefasciatus w siedliskach, w których występują zużyte opony samochodowe w Queenslandzie. Introdukowany do Tajlandii, gdzie w połączeniu z bakterią Bacillus thuringiensis israelensis skutecznie zredukował populację larw komara egipskiego (Aedes aegypti).